# Chad Hedrick
Chad Hedrick (Spring, 17 aprile 1977) è un pattinatore di velocità su ghiaccio e pattinatore di velocità in-line statunitense.
Diventato celebre per aver conquistato, alla soglia dei 30 anni, medaglie olimpiche ai Giochi olimpici invernali nel pattinaggio di velocità su ghiaccio, dopo essersi arreso al fatto che il suo sport, il Pattinaggio di velocità in-line (sport nel quale è stato 50 volte campione del mondo), non sarebbe diventato sport olimpico.

## Palmarès

### Pattinaggio di velocità su ghiaccio

#### Giochi olimpici invernali
- 5 medaglie:
  - 1 oro (5000 m a Torino 2006)
  - 2 argenti (10000 m a Torino 2006; inseguimento a squadre a Vancouver 2010)
  - 2 bronzi (1500 m a Torino 2006; 1000 m a Vancouver 2010)

#### Campionati mondiali completi di pattinaggio di velocità
- 2 medaglie:
  - 1 oro (Hamar 2004)
  - 1 argento (Mosca 2005)

#### Campionati mondiali di pattinaggio di velocità - Distanza singola
- 4 medaglie:
  - 2 ori (5000 m a Seoul 2004; 5000 m a Inzell 2005)
  - 2 bronzi (10000 m a Seoul 2004; 10000 m a Inzell 2005)

#### Campionati del Nordamerica e dell'Oceania di pattinaggio di velocità
- 4 medaglie:
  - 3 ori (Calgary 2006, Milwaukee 2007, Salt Lake City 2009)
  - 1 bronzo (Calgary 2004)

### Pattinaggio di velocità in-line
Mondiali
| Edizione                 | Oro | Argento                                       | Bronzo                     |
| ------------------------ | --- | --------------------------------------------- | -------------------------- |
| Gujan Mestras 1994       | 1500 m pista 20000 m strada staffetta                                                                        | -                                             | -                          |
| Perth 1995               | 1500 m pista 10000 m pista staffetta 10000 m strada 20000 m strada maratona                                  | -                                             | -                          |
| Padova e Scaltenigo 1996 | 5000 m pista 10000 m pista 20000 m pista staffetta 1500 m strada 10000 m strada 20000 m strada               | 500 m pista 1500 m pista                      | -                          |
| Mar del Plata 1997       | 1500 m pista 10000 m pista 20000 m pista staffetta 1500 m strada 10000 m strada 20000 m strada               | 300 m pista 5000 m pista 5000 m strada        | maratona                   |
| Pamplona 1998            | 1500 m pista 10000 m pista 15000 m pista 20000 m pista staffetta 1500 m strada 15000 m strada                | 300 m pista 5000 m pista 500 m pista maratona | 300 m pista 10000 m strada |
| Santiago del Cile 1999   | 1000 m pista 10000 m pista 15000 m pista 20000 m pista staffetta 1000 m strada 10000 m strada 20000 m strada | 500 m pista 500 m strada                      | -                          |
| Barrancabermeja 2000     | 10000 m pista 20000 m pista staffetta 10000 m strada 15000 m strada                                          | 1000 m pista 1000 m strada                    | 20000 m strada             |
| Valence d'Agen 2001      | 1000 m pista 10000 m pista 15000 m pista staffetta 10000 m strada 15000 m strada 20000 m strada              | 1000 m strada                                 | -                          |
| Ostenda 2002             | 1000 m pista 20000 m pista                                                                                   | -                                             | -                          |
| Totale                   | 50 | 14                                            | 4                          |